# Massimo Ammaniti
(Massimo Ammaniti)
Massimo Ammaniti (Roma, 22 luglio 1941) è uno psicanalista, docente e scrittore italiano.

## Biografia
Ha studiato all'Università La Sapienza, ove si è laureato nel 1965 in Medicina e Chirurgia. Inizia ad insegnare nel 1973 Psicopatologia generale e dell'Età evolutiva (corso di laurea in Psicologia). Dopo 11 anni diventa professore associato alla Sapienza, mentre nel 1994 diviene professore ordinario di Psicopatologia dello Sviluppo. Nel 2011 termina il suo ruolo di docente. Padre di Niccolò Ammaniti, nel 1995 ha pubblicato assieme a lui Nel nome del figlio. Nel 2017 pubblica un saggio dal titolo La curiosità non invecchia. Nel 2023 riceve una laurea ad honorem in Psicologia clinica e di comunità presso l'Università degli Studi di Cagliari. Oltre duecento sono le opere scientifiche dello psicanalista. Nel campo dell'età evolutiva, è uno degli psicanalisti italiani maggiormente conosciuti.

## Elenco parziale di opere
- Nascita del sé
- Nel nome del figlio
- Crescere con i figli. Le nuove regole dell’educazione
- Manuale di psicopatologia dell’infanzia
- Pensare per due. Nella mente delle madri
- Noi. Perché due sono meglio di uno
- La famiglia adolescente
- La curiosità non invecchia
- Adolescenti senza tempo
- Il mestiere più difficile del mondo
- E poi, i bambini
- I paradossi degli adolescenti